# Nachal Co'ar
Nachal Co'ar (hebrejsky: נחל צוער, arabsky: Vádí al-Barija) je vádí v Horní Galileji, v severním Izraeli a Libanonu.
Začíná nedaleko vesnice Sasa, kde stéká z úbočí mezi horou Har Adir a Har Sasa. Zde se nachází turisticky využívaná jeskyně Ma'arat Pa'ar (מערת פער, arabsky Šejch Vahib), která je vyhlášena za přírodní rezervaci. Vádí pak pokračuje k severu zalesněným údolím, přičemž míjí pramen Ejn Co'arim (עין צוערים) s malým jezírkem. Vádí pak ze západu míjí horu Har Godrim, z jejíhož úbočí tu vyvěrá pramen Ejn Godrim (עין גודרים). V následujícím úseku se vádí stáčí k severovýchodu, přičemž stále sleduje horu Har Godrim. Tok Nachal Co'ar zde tvoří přibližně hranici mezi Izraelem a Libanonem. Ústí zleva do Nachal Dovev, které jeho vody unáší dál do Libanonu.